# Aurea di Ostia
Aurea o Aura, in greco classico Chryse, (... – Ostia, III secolo) è stata una martire cristiana venerata come santa dalla Chiesa cattolica e come patrona di Ostia.

## Biografia
Secondo uno studioso, «sebbene gli acta di Sant'Aurea siano una pia finzione, ella è stata una vera martire con un culto molto precoce a Ostia».
Secondo la tradizione, fu martirizzata a metà del terzo secolo, o durante il regno dell'Imperatore Romano Claudio II il Gotico o Treboniano Gallo. Secondo la tradizione di sangue reale o nobile, Aurea fu esiliata da Roma a Ostia perché era cristiana. A Ostia, viveva in una tenuta fuori dalle mura della città e manteneva i contatti con i cristiani locali, tra cui il vescovo di Ostia, Ciriaco (Quiriacus).
I miracoli associati ad Aurea mentre era ad Ostia raccontano di come un prigioniero cristiano di nome Censorinus abbia avuto le sue catene miracolosamente allentate dopo essere stato confortato da Aurea. Diciassette soldati si convertirono al cristianesimo come risultato di questo miracolo, e furono poi decapitati vicino all'Arco di Caracalla di Ostia. Un'altra leggenda afferma che Aurea e i suoi amici riportarono in vita anche il figlio morto di un calzolaio. Ulpius Romulus giustiziò gli amici di Aurea e torturò Aurea. Quando questa si rifiutò di sacrificare agli dei romani, fu gettata in mare con una pietra legata al collo.

## Venerazione
Secondo la tradizione, Aurea fu sepolta nella sua tenuta di Ostia. La basilica di Sant'Aurea si sviluppò intorno alla sua tomba. La chiesa fu ricostruita nel XV secolo. Un frammento di un'iscrizione cristiana che si riferisce ad Aurea è stato riscoperto vicino a Sant'Aurea nel 1981 e successivamente trasferito nel castello di Ostia. Si legge: CHRYSE HIC DORM[IT]. («Chryse dorme qui»). «Può essere la sua iscrizione funeraria originale», afferma uno studioso, «ma può anche essere stata aggiunta in seguito alla tomba». Una colonna di marmo forse del V secolo è stata scoperta nel 1950 vicino alla stessa chiesa. Su di essa si legge S.AVR..
La santa è commemorata dal Martirologio Romano il 20 maggio. Nella sua basilica è festeggiata nell'ultima decina di maggio o nella prima di giugno. Altrove si riporta il 24 agosto.